# هانزل ريوخاس
هانزل ريوخاس (بالإسبانية: Hansell Riojas)‏ (15 أكتوبر 1991 بكاياو في بيرو - ) هو لاعب كرة قدم بيروفي في مركز الدفاع. شارك مع منتخب بيرو لكرة القدم. أما مع النوادي، فقد لعب مع سيينسيانو وديبورتيفو مانيسيبال ‏ وسيزار فاليجو ‏ وسبورت بويز.

## روابط خارجية
- هانزل ريوخاس على موقع قاعدة بيانات كرة القدم.إي يو (الإنجليزية)
- هانزل ريوخاس على موقع ناشيونال فوتبول تيمز (الإنجليزية)
- هانزل ريوخاس على موقع Soccerway.com (الإنجليزية)
- هانزل ريوخاس على موقع AS.com (الإسبانية)